# Ionaspis lacustris
Ionaspis lacustris (syn. Hymenelia lacustris) is een korstmos uit de familie Hymeneliaceae.

## Determinatie
Het thallus is tot 400 µm dik en onregelmatig gebarsten, vooral rondom de apothecia. De conidia zijn 4,5–6,5 × ca 1 μm. De ascus is 8-sporig, cilindrisch, alleen de buitenste laag kleurt blauw met K/I en de sporen zijn tweezijdig gerangschikt. De ascosporen zijn breed ellipsvormig tot sub-bolvormig hyaliene, niet gesepteerd, soms met een duidelijke perispore, tamelijk dikwandig en soms met een duidelijke perispore.

## Ecologie
Ionaspis lacustris leeft op stenig substraat (in het bijzonder kiezelhoudend gesteente) dat onder invloed staat van spatwater en/of periodieke overstroming van zoetwater van watergangen of meren.
De soort is diagnostisch voor de klasse van (spat)watergemeenschappen (Hymenelio-Fontinalietea).

## Verspreiding
Ionaspis lacustris komt voor op alle werelddelen behalve het vasteland van Afrika en Antarctica. Nederland is geen onderdeel van het verspreidingsgebied van de soort.